# Minerva
Minerva (tiếng Anh /mɪˈnɜːrvə/ (tiếng Latin: [mɪˈnɛrwa];  tiếng Etrusca: Menrva) là nữ thần La Mã của lý trí, chiến tranh, nghệ thuật và khoa học. Từ thế kỉ thứ II TCN, người La Mã đánh đồng nữ thần tương đương với nữ thần Athena của Hy Lạp.Mặc dù là vị thần chiến tranh nhưng nữ thần không có thiên hướng bạo lực như thần chiến tranh và bạo lực Mars. Minerva là một trong bộ ba vị thần đồi Capitoline trong đó có các thần: Jupiter, Juno và Minerva. Minerva là con gái của Jupiter.
Minerva làm chủ nghệ thuật và văn học và bảo trợ cho các thợ kéo sơi và thợ thêu. Nữ thần thường được miêu tả với dáng vẻ uy nghi, mặc áo, mũ giáp, cầm cây giáo với đôi mắt xanh của loài cú, con vật biểu tượng của lý trí và trí tuệ của nữ thần. Con rắn và cây ô-liu cũng là biểu tượng của Minerva, nhưng được ít nhắc tới hơn. Minerva thường được coi là vị nữ thần quan trọng nhất trong thần thoại La Mã và được ngời dân ở đấy tôn kính.Nhà thơ La Mã Ovid đã gọi Minerva là 'nữ thần của vạn nghề'.Tục thờ cúng nữ thần Minerva đã ở khắp đế quốc La Mã và còn vươn xa đến tận Anh

## Ý nghĩa
Cái tên Minerva có nguồn gốc từ tiếng Ý cổ *meneswo' ('thông minh, hiểu biết') và cũng từ tiếng Ấn-Âu nguyên thủy (PIE):*menos ('suy nghĩ'). Helmut Rix (1981) và Gerhard Meiser (1998)  đã đề xuất rằng từ*menes-ueh₂ ('được ban tặng với sự hiểu biết, trí tuệ') như thể chuyển tiếp của nó.